# The Garage
The Garage är synthpopgruppen Slagsmålsklubbens femte studioalbum, utgivet 4 april 2012. Skivan var först tänkt att heta Michael Jackson on the Sea..

## Låtlista
| Nr  | Titel              | Längd |
| --- | ------------------ | ----- |
| 1.  | Opening the Garage | 1:02  |
| 2.  | Snälla TV plz      | 4:42  |
| 3.  | Come On Anybody    | 4:13  |
| 4.  | Snakes in Tokyo    | 2:46  |
| 5.  | Yrsel 606          | 4:54  |
| 6.  | Show Me Your Pizza | 2:00  |
| 7.  | Stora E            | 5:18  |
| 8.  | Sväng om du kan    | 2:36  |
| 9.  | Tuktuktack         | 3:43  |
| 10. | Uteliggarjazz      | 2:11  |
| 11. | Jake Blood         | 5:55  |
| 12. | Closing The Garage | 0:06  |